# Emmanuelle Chriqui

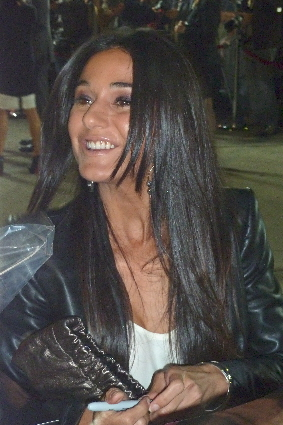
Emmanuelle Chriqui

Emmanuelle Sophie Anne Chriqui (n. 10 decembrie 1977, Montreal) este o actriță canadiană.

## Date biografice
Familia ei provine din Maroc, ea are doi frați mai în vârstă. Emmanuelle Chriqui debutează în anul 1995 în serialul "Kung Fu" urmează de o serie de filme ca "Organic Fighter" (1995), comedia "Snow Day" (2000) și Adam and Eve (2005. În anul 2001 este nominalizată pentru Video Premiere Award. Revista "Stuff" a plasat-o pe lista celor mai sexi femei din lume "102 Sexiest Women In The World". În mai 2006 ajunge pe o listă asemănătoare la revista Maxim, iar în 2010 revista Askmen o pune pe locul întâi.

## Filmografie
| An   | Titlu                                    | Rol                        | Note                |
| ---- | ---------------------------------------- | -------------------------- | ------------------- |
| 1995 | Harrison Bergeron                        | Jeannie                    | film de televiziune |
| 1995 | The Donor                                | Patty                      |                     |
| 1997 | Unwed Father                             | Kayla                      | film de televiziune |
| 1998 | Principal Takes a Holiday                | Roxane                     | film de televiziune |
| 1998 | A Champion's Fight                       | Cindy                      | film de televiziune |
| 1998 | Alien Abduction: Incident in Lake County | Renee Laurent              | film de televiziune |
| 1998 | Cuori in Campo                           | Megan                      | film de televiziune |
| 1998 | Futuresport                              | Gonzales                   | film de televiziune |
| 1999 | Detroit Rock City                        | Barbara                    |                     |
| 2000 | Snow Day                                 | Claire Bonner              |                     |
| 2000 | Ricky 6                                  | Lee                        |                     |
| 2000 | 100 Girls                                | Patty                      |                     |
| 2001 | On the Line                              | Abbey                      |                     |
| 2003 | Wrong Turn                               | Carly                      |                     |
| 2003 | Rick                                     | Duke's Long-Suffering Wife |                     |
| 2005 | Candy Paint                              | Angela Martinez            | Short film          |
| 2005 | Waiting...                               | Tyla                       |                     |
| 2005 | The Crow: Wicked Prayer                  | Lilly                      |                     |
| 2005 | National Lampoon's Adam & Eve            | Eve                        |                     |
| 2005 | In the Mix                               | Dolly                      |                     |
| 2006 | Waltzing Anna                            | Nurse Jill                 |                     |
| 2006 | Deceit                                   | Emily                      | film de televiziune |
| 2007 | After Sex                                | Jordy                      |                     |
| 2008 | August                                   | Morela Sterling            |                     |
| 2008 | You Don't Mess with the Zohan            | Dalia                      |                     |
| 2008 | Tortured                                 | Becky                      |                     |
| 2008 | Cadillac Records                         | Revetta Chess              |                     |
| 2009 | Tom Cool                                 | Necunoscut                 |                     |
| 2009 | Women in Trouble                         | Bambi                      |                     |
| 2009 | Saint John of Las Vegas                  | Tasty D Lite               |                     |
| 2009 | Taking Chances                           | Lucy                       |                     |
| 2010 | 13                                       | Aileen                     |                     |
| 2010 | Elektra Luxx                             | Bambi                      |                     |
| 2011 | 5 Days of War                            | Tatia                      |                     |
| 2011 | Girl Walks Into a Bar                    | Teresa                     |                     |
| 2013 | A Short History Of Decay                 | Erika                      |                     |

| An           | Titlu                                    | Rol               | Note |
| ------------ | ---------------------------------------- | ----------------- | --- |
| 1995         | Kung Fu: The Legend Continues            | Bumper            | "The Return of Sing Ling" (sezonul 3: episodul 4)                                                                                     |
| 1995         | Forever Knight                           | Jude Deshnell     | "Black Buddha: Part 2" (sezonul 3: episodul 2)                                                                                        |
| 1996         | Traders                                  | Samira            | "The Natari Affair" (sezonul 2: episodul 2)                                                                                           |
| 1996         | Are You Afraid of the Dark?              | Amanda            | "The Tale of the Night Shift" (sezonul 5: episodul 11)                                                                                |
| 1997         | Psi Factor: Chronicles of the Paranormal | Melissa           | "The Undead / The Stalker" (sezonul 1: episodul 13)                                                                                   |
| 1997         | Exhibit A: Secrets of Forensic Science   | Rachel            | "Sex Fiend" (sezonul 1: episodul 7)                                                                                                   |
| 1997–1998    | Vampire Princess Miyu                    | Hisae Aoki        | Rol de voce; 14 episoade |
| 1997         | The Adventures of Sinbad                 | Serendib          | "Little Miss Magic" (sezonul 1: episodul 6)                                                                                           |
| 1998         | Once a Thief                             | Unknown           | "The Last Temptation of Vic" (sezonul 1: episodul 12)                                                                                 |
| 2001         | MADtv                                    | Rolul său         | (sezonul 7: episodul 4) |
| 2002         | The Proud Family                         | Voci suplimentare | nemenționat "A Hero for Halloween" (sezonul 2: episodul 2)                                                                            |
| 2003         | Jake 2.0                                 | Theresa Carano    | "Arms and the Girl" (sezonul 1: episodul 4)                                                                                           |
| 2005         | The O.C.                                 | Jodie             | "The Ex-Factor" (sezonul 2: episodul 9) "The Accomplice" (sezonul 2: episodul 10)                                                     |
| 2005–2011    | Entourage                                | Sloan McQuewick   | Recurring character; 31 episoade |
| 2008 2009    | Robot Chicken                            | Mai multe         | "Monstourage" (sezonul 3: episodul 18) "PS: Yes, in That Way" (sezonul 4: episodul 6)                                                 |
| 2010         | American Dad!                            | Necunoscut        | "A Jones for a Smith" (sezonul 5: episodul 11) "The Return of the Bling" (sezonul 5: episodul 13)                                     |
| 2010         | Phineas and Ferb                         | Additional Voices | "Phineas and Ferb: Summer Belongs to You!" (sezonul 2: episodul 31-32)                                                                |
| 2011         | Kick Buttowski: Suburban Daredevil       | Kelly             | "Mow Money/Love Stinks!" (sezonul 2: episodul 1)                                                                                      |
| 2011         | The Borgias                              | Sancia            | "The French King" (sezonul 1: episodul 6) "Death, on a Pale Horse" (sezonul 1: episodul 7) "Nessuno (Nobody)" (sezonul 1: episodul 9) |
| 2011–2012    | Thundercats                              | Cheetara          | Rol de voce; 20 episoade |
| 2012         | The Mentalist                            | Lorelei Martins   | "The Crimson Hat" (sezonul 4: episodul 24) "The Crimson Ticket" (sezonul 5: episodul 1)                                               |
| 2012–prezent | Tron: Uprising                           | Paige             | Rol de voce; personaj principal |

| An   | Titlu                   | Rol     | Note                                       |
| ---- | ----------------------- | ------- | ------------------------------------------ |
| 2010 | Call of Duty: Black Ops | Numbers | Rol de voce și o scurtă apariție artistică |